# Cyrtolaelaps chiropterae
Cyrtolaelaps chiropterae är en spindeldjursart som beskrevs av Wolfgang Karg 1971. Cyrtolaelaps chiropterae ingår i släktet Cyrtolaelaps och familjen Ologamasidae. Inga underarter finns listade i Catalogue of Life.